# Windigsteig
Windigsteig je městys v Rakousku ve spolkové zemi Dolní Rakousy v okrese Waidhofen an der Thaya. Žije v něm 971 obyvatel (podle sčítání z roku 2016).

## Poloha
Windigsteig se nachází v severozápadní části spolkové země Dolní Rakousy. Nalézá se 5 km jižně od města Waidhofen an der Thaya. Na území městyse se slévají Thauabach a Rakouská Dyje. Jeho rozloha činí 25,58 km², z nichž 21,57% je jí zalesněných.

### Členění
Území městyse Windigteig se skládá ze třinácti částí (v závorce uveden počet obyvatel k 1.1.2015):
- Edengans (19)
- Grünau (31)
- Kleinreichenbach (72)
- Kottschallings (66)
- Lichtenberg (60)
- Markl (112)
- Matzlesschlag (48)
- Meires (60)
- Rafings (82)
- Rafingsberg (17)
- Waldberg (49)
- Willings (41)
- Windigsteig (312)

## Historie
První písemná zmínka o Windigsteigu pochází z roku 1281, o Matzlesschlagu z roku 1150, o Meires z roku 1232, o Rafings z roku 1292, o Kottschallings z roku 1311 a o Marklu z roku 1395. Název Windigsteig nesla ves od roku 1377 a patřila k panství cisterciáckého kláštera Světlá, kde se kolem roku 1700 mohl vyučit malířem Jakub Antonín Pink, známý po roce 1715 z českých zakázek. Od 15. do konce 18. století byla místní část Rafingsberg známým mariánským poutním místem. V Marklu založila hraběnka Maria Leopoldina von Polheim v roce 1736 špitál s kaplí, který byl později přeměněn na statek. V 19. století se Windigsteig začal rozšiřovat směrem na sever. Mezi lety 1915 a 1918 byl v Marklu internační tábor Markl, kam byli posíláni především váleční zajatci a občané států válčících s Rakousko-Uherskem.

## Památky
- Farní kostel sv. Vavřince - trojlodní raně gotická bazilika, kterou kolem 1280 založili Kuenrungové, roku 1336 byla inkorporována klášteru ve Zwettlu, v polovině 15. století vypleněna a pobořena husity, roku 1469 šestiboká věž se zvonicí dostavěna, v 17. století doplněno vnitřní zařízení[1]
- Farní dvůr - patrová raně gotická stavba fary se školou
- zámek Grünau - renesanční, přestavěný ze středověké tvrze, v soukromém majetku
- zámek Meires - renesanční stavba, venkovská rezidence, v soukromém majetku
- socha sv. Jana Nepomuckého (1729), na rozcestí jižně od zámku v Meires
- ruiny kostela Sedmi bolestí Panny Marie

## Osobnosti
- Jakub Antonín Pink (po 1690–po 1748), barokní malíř
- Ernst Schönbauer (1886–1966), politik
- Leopold Wißgrill, architekt

## Galerie

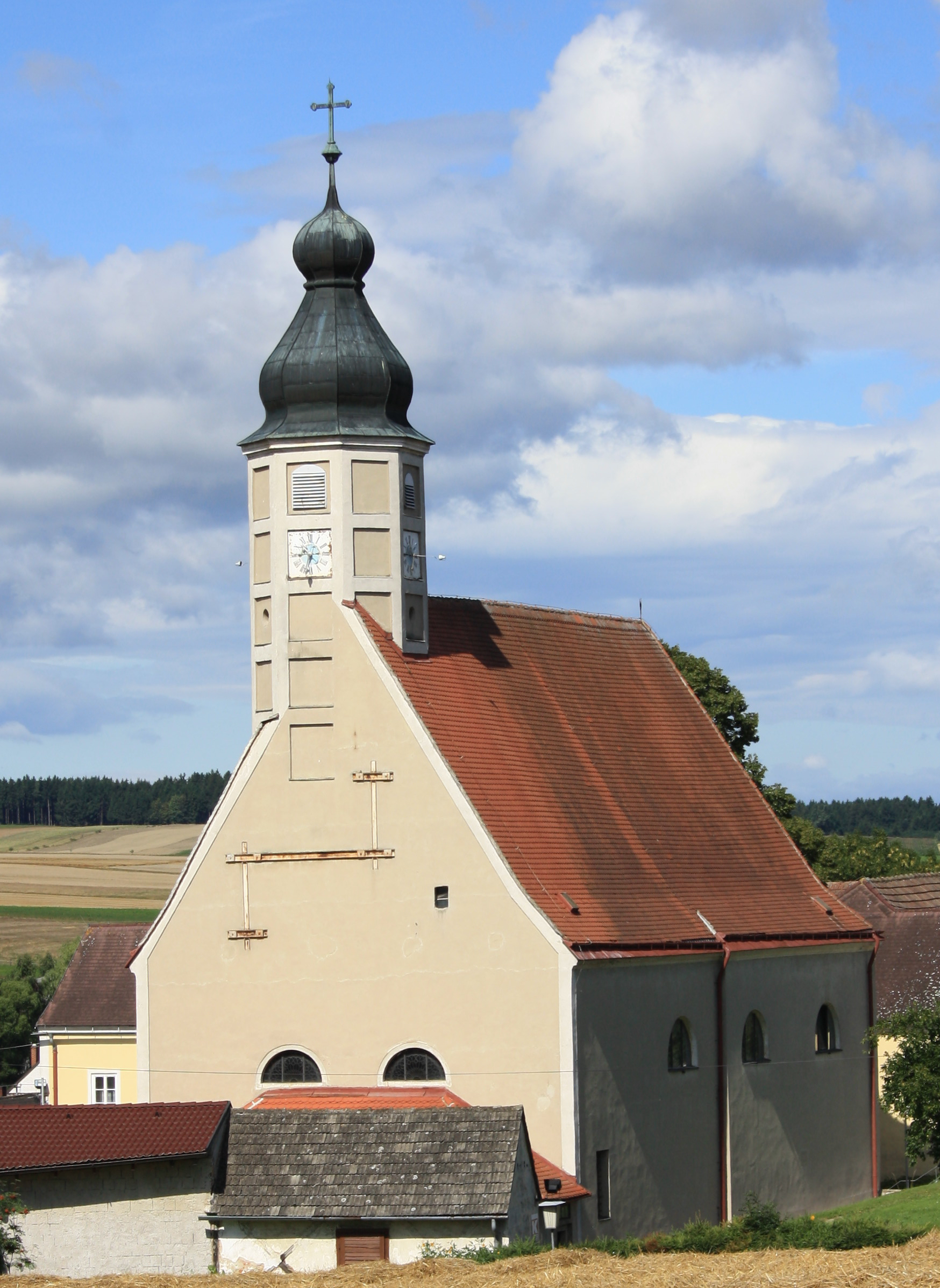
Farní kostel ve Windigsteigu
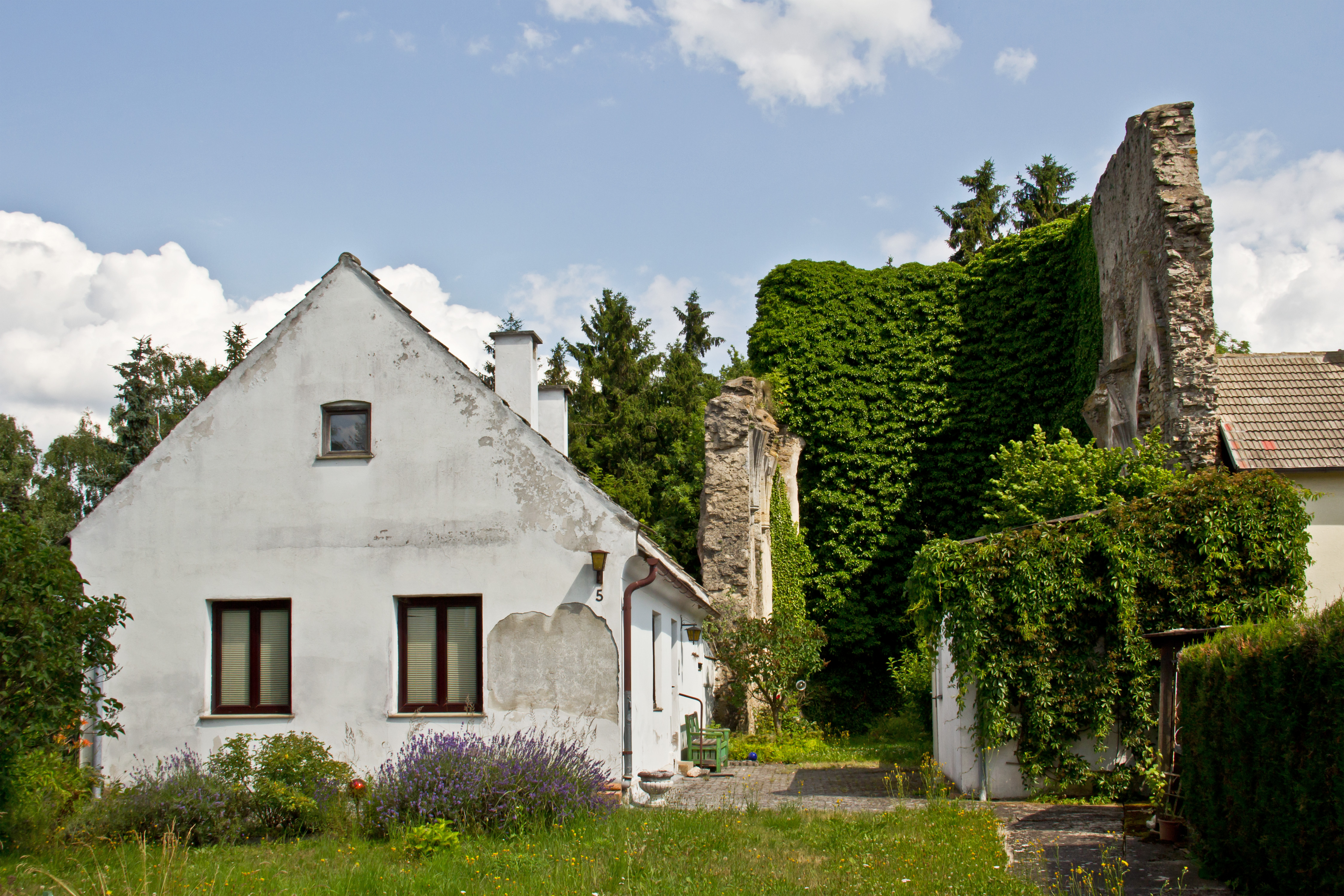
Ruiny kostela Sedmibolestné Panny Marie v Rafingsbergu
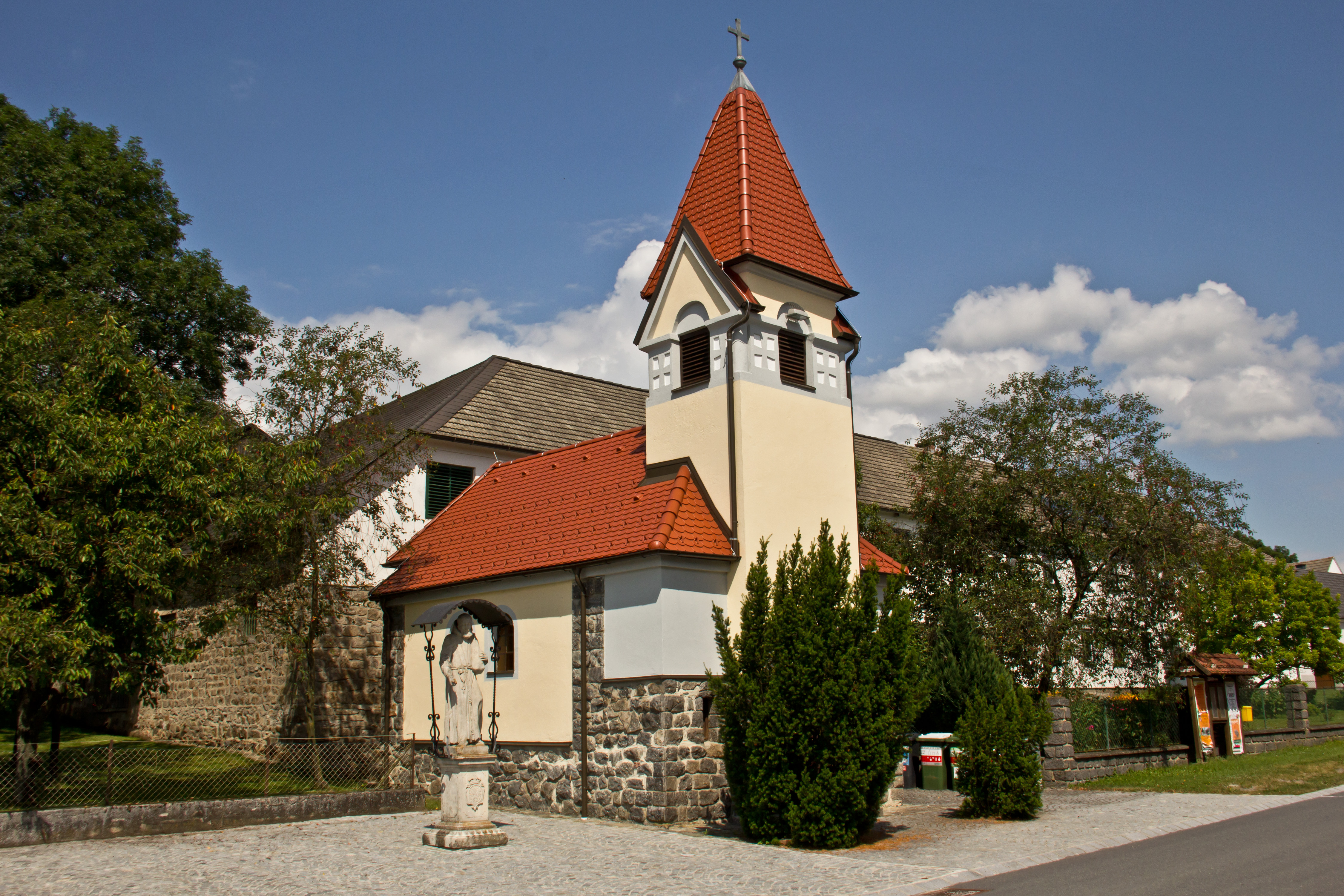
Místní kaplička v Lichtenbergu
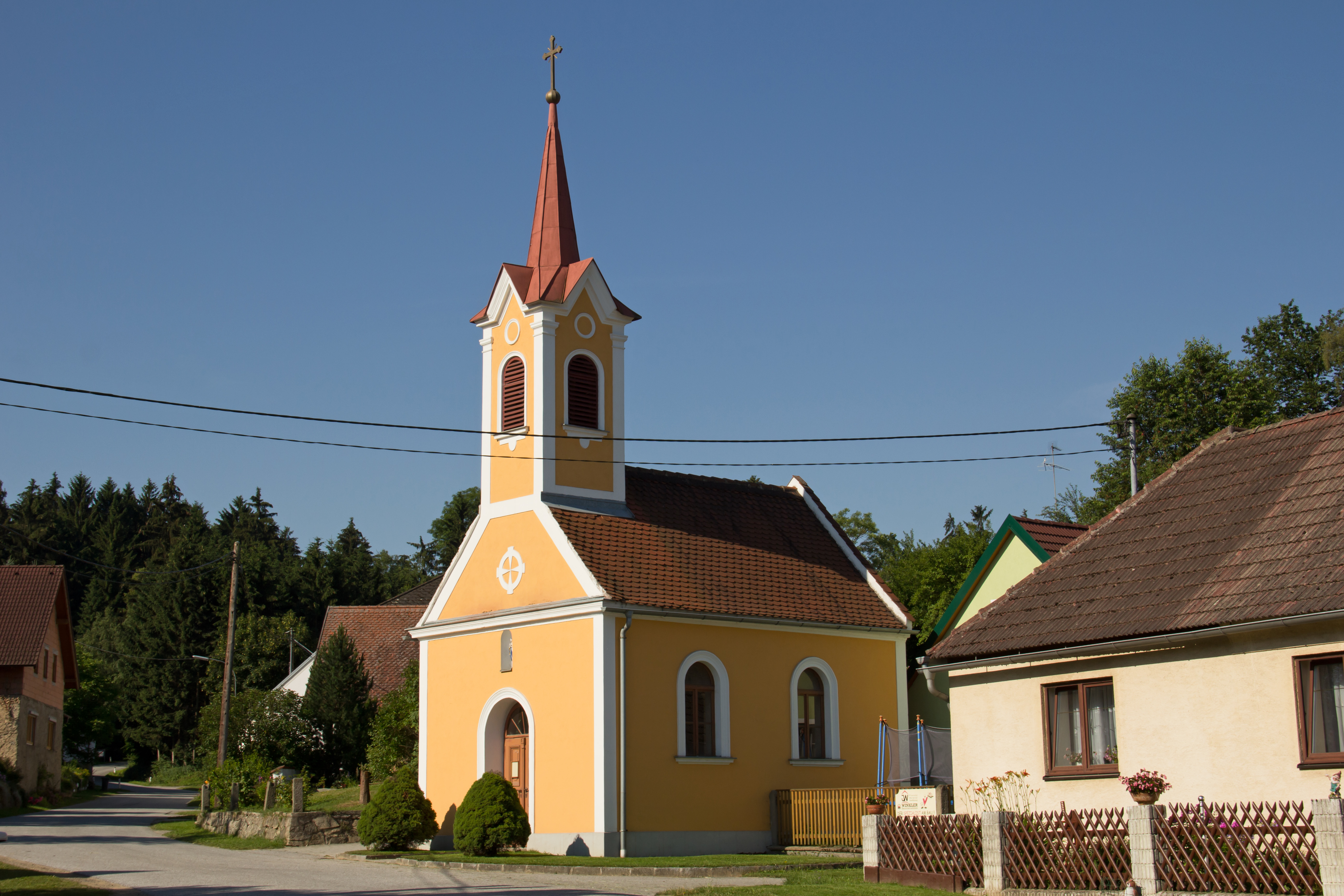
Místní kaplička v Matzlesschlagu